# Tito Rubrio Elio Nepote
Tito Rubrio Elio Nepote (en latín Titus Rubrius Aelius Nepos) fue un senador romano que desarrolló su cursus honorum en la segunda mitad del siglo I, bajo los imperios de Nerón y Vespasiano. 

## Familia
Era hijo de Tito Rubrio Nepote, curator aquarum en 49, bajo Claudio.

## Carrera política
Su único cargo conocido fue el de consul suffectus entre septiembre y diciembre de 79, por voluntad de Vespasiano.